# 李楫 (正德進士)
李楫（1473年—？年），字大濟，四川成都中衛官籍浙江義烏縣人，治《詩經》，明朝政治人物。

## 生平
四川鄉試第四十四名舉人。正德六年（1511年）中式辛未科會試第二百八十五名，登第二甲第九十二名進士。

## 家族
曾祖李志廣，贈千戶；祖父李謙，曾任副千戶；父李時，曾任布政司參議。嫡母王氏（封宜人）；生母權氏。慈侍下。兄李極，副千户。